# Dik landvorkje
Dik landvorkje (Riccia beyrichiana) is een levermos behorend tot de watervorkjesmosfamilie (Ricciaceae). Het komt voor op lemig of fijn zand.

## Ecologie
Dik landvorkje is een pioniersoort op open, vochtige, min of meer neutrale, eutrofe standplaatsen; het meest op zandig-lemige en lemige bodem aan weg-, sloot- en greppelkanten, op braakliggende akkers, kuilvoerhopen, op paden en open plekken in bos, in afgravingen en op drooggevallen oevers van vijvers en plassen en zelfs in de voegen van klinkerbestrating. 
De planten vallen in het veld op door het vaak onregelmatige en grote, dikke thallus met opvallende groef en de blauwgroene kleur.
Deze soort heeft vrij grote sporen (tot 120 µm).

## Verspreiding
In Nederland komt is dik landvorkje zeldzaam voor. Het is niet bedreigd en staat niet op de rode lijst. Op arme zandgronden, veelal tevens grootschalige bosgebieden, zoals in Drenthe, op de Veluwe en de Utrechtse heuvelrug lijkt het dik landvorkje vrijwel afwezig. Opvallend is het ontbreken in Limburg.